# Cotabato City
Cotabato  ist eine Stadt in den Philippinen auf der südlichen Insel Mindanao. 
Die Stadt ist regionales Zentrum und Sitz der Verwaltung der Autonomous Region in Muslim Mindanao (ARMM). Cotabato selbst ist aber eine Exklave der Region SOCCSKSARGEN.

## Namensherkunft
Die Stadt hat ihren Namen von einer Steinfestung, da der Name sich ableitet von dem Wort kuta aus der Sprache Maguindanao, was Festung bedeutet und Wato für Stein. Durch die spanischen Kolonialisten wandelte sich der Begriff kota wato in das heutige Cotabato.

## Geographie
Cotabato City liegt 1294 km von Manila entfernt und wird im Norden durch den Rio Grande de Mindanao, den längsten Fluss Mindanaos, von der Verwaltungsgemeinde Sultan Kudarat getrennt. Im Osten grenzt die Gemeinde Kabuntalan und im Süden die Gemeinde Datu Odin Sinsuat an die Stadt. Im Westen liegt der Golf von Moro.

## Demographie und Sprache
Mehr als 50 % der Einwohner zählen sich zu der Volksgruppe der Maguindanaon. Über 14 % verstehen sich dagegen als Cebuano, 10 % als Tagalog, während mehr als 7 % sich als Iranon bezeichnen. 19 % gehören anderen ethnischen Gruppen an oder zählen sich zu keiner der zuvor genannten.
In Bezug auf ihre wirtschaftlichen Rollen sind die Migranten aus Luzon und den Visayas zumeist im Friseurhandwerk, der Baumwollindustrie, der Agrarwirtschaft und den einheimischen Unternehmen vertreten. Die Maguindanao-Moslems sind dagegen eher Fischer, Hafenarbeiter, Goldschmiede oder Bauern. 
Die in der Stadt vertretene Minderheit der Chinesen hat das Monopol bei den kommerziell ausgerichteten Geschäftsarten.

## Baranggays
Cotabato City ist politisch in 37 Baranggays aufgeteilt.
| - Bagua - Kalanganan - Poblacion - Rosary Heights - Tamontaka - Bagua I - Bagua II - Bagua III - Kalanganan I - Kalanganan II - Poblacion I - Poblacion II - Poblacion III | - Poblacion IV - Poblacion V - Poblacion VI - Poblacion VII - Poblacion VIII - Poblacion IX - Rosary Heights I - Rosary Heights II - Rosary Heights III - Rosary Heights IV - Rosary Heights V - Rosary Heights VI - Rosary Heights VII | - Rosary Heights VIII - Rosary Heights IX - Rosary Heights X - Rosary Heights XI - Rosary Heights XII - Rosary Heights XIII - Tamontaka I - Tamontaka II - Tamontaka III - Tamontaka IV - Tamontaka V |

Anmerkung: Población (spanisch für Population) bezeichnet in den Philippinen mehrere im Zentrum einer Stadtgemeinde liegende Barangays.

## Geschichte
Die Geschichte von Cotabato geht zurück ins 15. Jahrhundert. Um 1475 erreichte der arabische Missionar Shariff Mohammed Kabungsuwan die Ufer des Rio Grande de Mindanao und wies die Einheimischen nach seiner Ankunft in die Lehren des Islams ein. Der Glaube des Islam war es, der die frühen Siedler zu einer gemeinschaftlichen Lebensweise verhalf und das Sultanat von Maguindanao in den Ebenen von Cotabato etablierte. Seine Blütezeit erreichte das Sultanat im 17. Jahrhundert unter der Führung von Sultan Muhammad Dipatuan Kudarat zu einer Zeit, als sich Cotabato zur Hauptstadt von Maguindanao entwickelte.
Der Einfluss des Sultanats begann kleiner zu werden, als 1789 und 1794 jeweils Friedensverträge zwischen mit den Spaniern unterzeichnet wurden. Sultan „Kawasa“ Anwar ud-Din ging 1805 ebenfalls auf ein Friedensangebot der Spanier ein. Alle Friedensverträge hielten jedoch nicht lange, da sie den Unmut der muslimisch geprägten Einwohner mit sich brachten. Durch Sultan Quadrahtullah wurden schließlich Handelsbeziehungen mit der spanischen Kolonialmacht eingeleitet, die zu der Errichtung eines Handelshauses in Cotabato führten. 
Im 19. Jahrhundert, unter der Regierung von Sultan Makakua, wurden Straßen und Werften gebaut, die bereits das Grundgerüst des heutigen Cotabatos bildeten. 1851 besetzten die Spanier den Hafen von Polluc und um 1860 wurde durch die spanische Militärregierung von Mindanao die Bildung eines zentralen Distriktes mit Polluc und Cotabato organisiert. Die spätere Gemeinde Cotabato entwickelte sich jedoch erst im späten 19. Jahrhundert, als die Spanier einen Militärposten im Baranggay Tamontaka, eine der ersten christlichen Siedlungen, errichteten. 
Am 1. Juni 1903, während der amerikanischen Ära, wurde mit dem Act Nr. 787 die Moro Provinz auf Mindanao eingerichtet. Diese bestand aus 5 Distriktprovinzen, wovon einer die Provinz von Cotabato darstellte. Am 29. Oktober 1903 ordnete das gesetzgebende Gremium der Provinz die Bildung der Gemeinden Cotabato und Makaramong an.
Am 1. Juni 1950 wurde die Gemeinde von Cotabato mit dem Executive Order Nr. 466 zu einer Verwaltungsgemeinde der ersten Einkommenskategorie erhoben. 9 Jahre danach, am 20. Juni 1959, wurde mit Inkrafttreten des Republic Act Nr. 2364 aus der Gemeinde eine beurkundete Stadt.
Als der Bezirk Autonomous Region in Muslim Mindanao am 1. August 1989 mit dem Republic Act Nr. 6734 eingesetzt wurde, folgte eine Abstimmung in den Provinzen und Städten Mindanaos über eine Zugehörigkeit zu dem neuen, selbstverwalteten Bezirk. Während die Einwohner der Provinz Maguindanao mehrheitlich für eine Zugehörigkeit stimmten, lehnten die Bewohner von Cotabato City diese ab. Am 6. November 1990 wurde der Bezirk ARMM offiziell eingeweiht und Cotabato City zur einstweiligen Bezirkshauptstadt ernannt, die sie bis jetzt geblieben ist.
Heute ist Cotabato City somit der Sitz von zwei Bezirksverwaltungen: Der des Bezirks XII, SOCCSKSARGEN, und der der Autonomous Region in Muslim Mindanao. Die Stadt ist das Zentrum wirtschaftlicher Aktivitäten, wie dem Handel und den Finanzen, sowie der Bildung und sie ist der soziale und kulturelle Mittelpunkt von Zentralmindanao.

## Klima
Das Klima im Stadtgebiet ist durch immer wieder auftretende Regenfälle über das ganze Jahr hinweg zu charakterisieren. Im Vergleich zu anderen Regionen der Philippinen hat Cotabato die geringste Anzahl an bewölkten oder bedeckten Tagen. 
Die Durchschnittstemperatur liegt bei 25,5 °C. Im April können die Temperaturen auf 27 °C im Monatsschnitt ansteigen.

## Sehenswürdigkeiten
- Die Kutang Bato Hölen
- Die Cotabato City Hall
- Our Lady of Lourdes Grotto
- Tantawan Hills & Garden
- Der Rio Grande De Mindanao
- Sultan Haji Hassanal Bolkiah Masjid

## Hochschulen
In der Gemeinde befindet sich die katholische Notre-Dame-Universität sowie eine Außenstelle der University of Mindanao.

## Söhne und Töchter
- Deogracias Iñiguez (* 1940), katholischer Geistlicher, emeritierter Bischof von Kalookan
- José Colin Mendoza Bagaforo (* 1954), katholischer Geistlicher, Bischof von Kidapawan